# Jesús Navas
Pour les articles homonymes, voir Navas.
Jesús Navas, né le 21 novembre 1985 à Los Palacios y Villafranca en Andalousie en Espagne, est un footballeur international espagnol qui jouait au poste de latéral droit.
Avec l'Espagne, Jesús Navas remporte la Coupe du monde 2010, l’Euro 2012, la Ligue des nations de l'UEFA 2022-2023 et l'Euro 2024. Il devient alors le premier joueur de l'histoire à avoir remporté ces trois trophées.
Le footballeur commence sa carrière au poste d'ailier au Séville FC. Joueur précoce, il s'impose rapidement dans l'effectif sévillian grâce à une vision de jeu et une technique balle au pied au-dessus de la moyenne.
Régulièrement cité parmi les meilleurs joueurs de Liga, l'ailier tape dans l'œil des recruteurs de Manchester City, récemment devenu l'un des clubs les plus riches au monde.
Son passage en Angleterre est mitigé. Auteur de bonnes performances, il souffre d'un manque de physique pour la Premier League et est peu à peu relégué à un rôle de remplaçant.
Il gagne tout de même plusieurs titres avec les Skyblues.
En 2017, Navas fait son retour au Séville FC et s'impose dans un nouveau rôle, celui de latéral droit et capitaine de l'équipe espagnole. Ses performances sont saluées par la presse et il effectue même un retour en sélection nationale.
Il est le joueur le plus capé de l'histoire du Séville FC.

## Biographie

### Carrière en club

#### Séville (2003-2013)
Né à Los Palacios y Villafranca, Jesús Navas touche ses premiers ballons avec l'UD Los Palacios avant de rejoindre en compagnie de son frère aîné Marco les équipes de jeunes du Séville FC à l'âge de 15 ans. Il fait ses débuts avec l'équipe première lors de la saison 2003-2004 lors du déplacement des siens dans l'antre de l'Espanyol de Barcelone (défaite 0-1) le 23 novembre 2003. Le joueur s'impose dès la saison suivante dans le onze des Sevillistas, disputant 22 rencontres cette année-là en tant que latéral droit. Grâce à ses performances, il connaît sa première sélection avec les Espoirs espagnols le 4 mai 2005.
Durant la saison 2005-2006, Jesús Navas est l'un des éléments clés de l'équipe andalouse (au côté de Luís Fabiano, Andrés Palop ou Javier Saviola) qui remporte la première Coupe d'Europe du club, la Coupe UEFA 2005-2006. Disputant 12 matches lors cette compétition, l'athlète joue l'intégralité de la finale disputée à Eindhoven le 10 mai 2006 face au Middlesbrough FC (4-0). Il est d'ailleurs désigné meilleur joueur de la compétition quelques heures après cette rencontre.
Les trois saisons suivantes, Navas est l'un des meilleurs joueurs du club (faisant notamment partie des meilleurs passeurs de l'équipe à la fin de chaque exercice), aidant notamment à la conquête de la Coupe du Roi 2007 (1-0 face à Getafe), de la seconde Coupe de l'UEFA du club (édition 2006-2007) et à la troisième place des Sévillans lors de la saison 2007-2008.

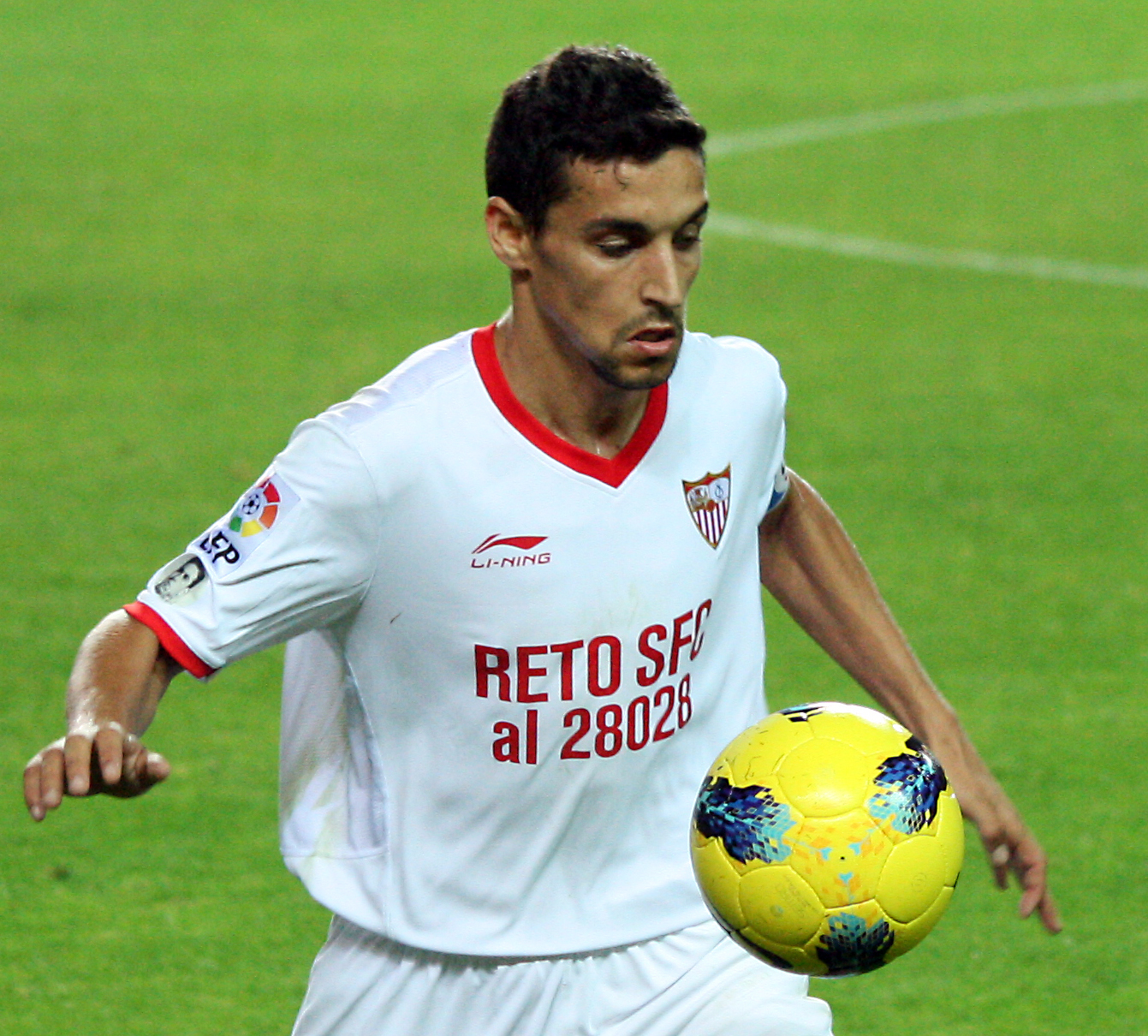
Navas sous le maillot de Séville en 2010

En août 2006, le footballeur est à deux doigts de rejoindre les rangs de Chelsea mais il décline finalement l'offre. Souffrant de crises d'angoisse, Jesús Navas ne peut en effet pas quitter durablement sa région natale et sa famille. Par conséquent, et pour le plus grand bonheur de son club, il n'envisage absolument pas de quitter le Séville FC malgré l'appel des sirènes des grands clubs européens, dont le FC Barcelone. De la même manière et malgré ses bonnes performances en club, l'Andalou décline ainsi à plusieurs reprises les sollicitations du sélectionneur espagnol qui souhaite le faire jouer avec la Roja, l'équipe espagnole.
Considéré comme l'un des meilleurs joueurs du championnat espagnol, il fait partie depuis 2005 des 50 meilleurs joueurs du championnat désigné par le magazine Don Balón.
Au cours de l'édition 2009-2010, Jesús Navas réalise un excellent exercice, disputant plus de 50 matches et devenant le meilleur passeur du championnat. Les Sévillans décrochent alors la quatrième place. Le 19 mai 2010, l'ailier brille en inscrivant le second but de la victoire des Andalous face à l'Atlético Madrid (2-0).
Handicapé par les blessures, l'athlète ne dispute que la moitié des matches de son club en 2010-2011. Le 13 mars 2011, il se distingue néanmoins en inscrivant le but de son équipe face au FC Barcelone (1-1), son seul but cette saison-là.

#### Manchester City (2013-2017)

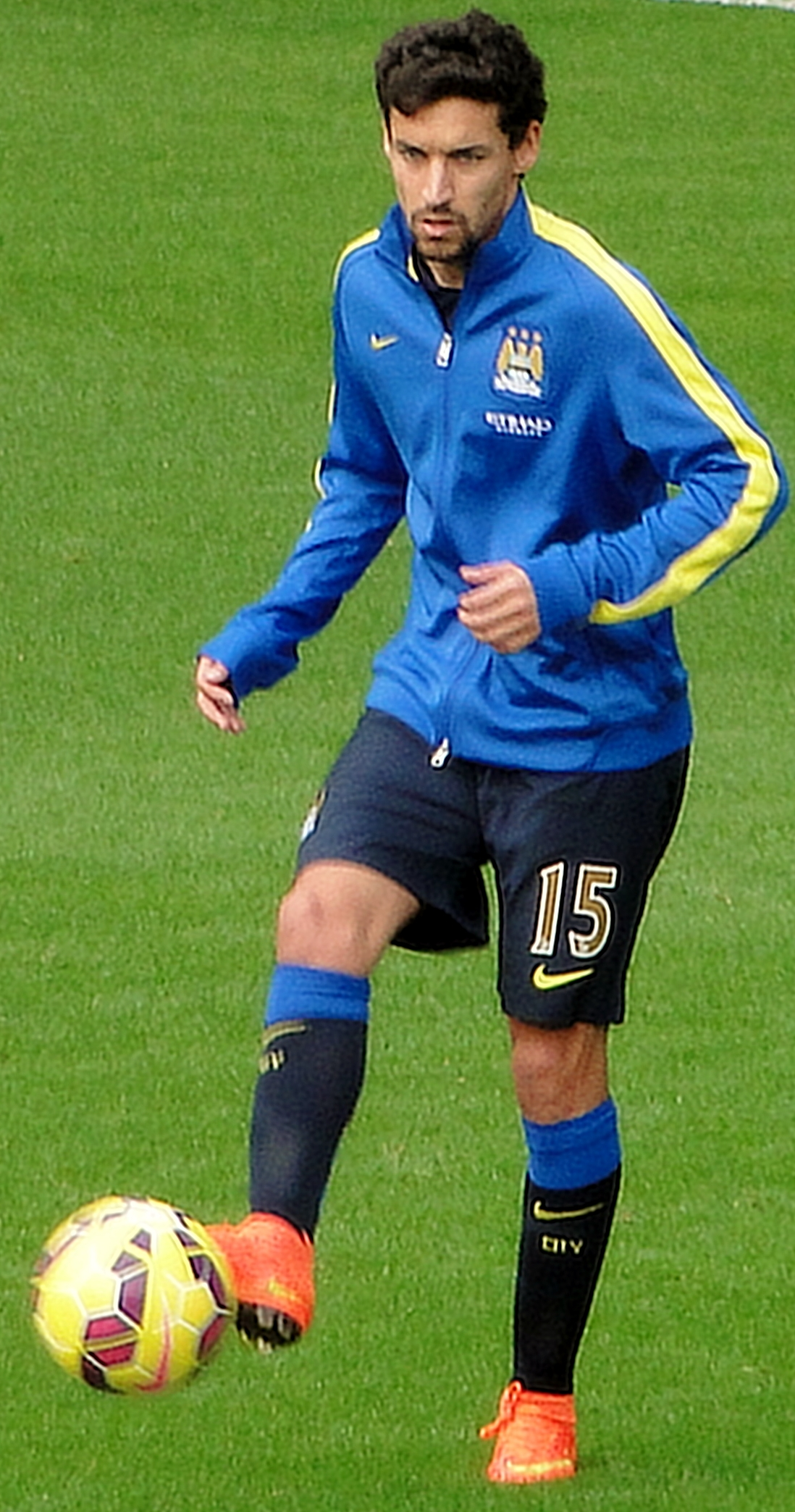
Navas sous le maillot de Manchester City en 2014

Le 11 juin 2013, Jesús Navas est recruté par Manchester City pour une durée de cinq ans. Le montant du transfert s'élève à 17,5 millions d'euros. Le 16 août 2013, son frère Marco qui jouait au Recreativo de Huelva le rejoint à Manchester en signant un contrat avec Bury FC. Jesús Navas fait ses débuts en compétition officielle lors de la première journée de Premier League en jouant tout le match face à Newcastle United, le 19 août 2013. Il marque son premier but après 15 secondes de jeu le 24 novembre face à Tottenham, marquant le premier des six buts de son équipe.
Le 2 mars 2014, le footballeur marque le troisième but de City en finale de la Capital One Cup face à Sunderland, aidant ainsi son club à gagner le match 3 à 1.
Le 25 mai 2017, en fin de contrat, Manchester City annonce son départ.

#### Deuxième passage au Séville FC (2017-2024)
Le 1er août 2017, Jesús Navas s'engage avec le Séville FC pour quatre ans jusqu'en 2021. Présenté devant 12 000 supporters du club au stade Sánchez Pizjuán, il porte le numéro 16 en hommage à son ami Antonio Puerta, joueur du club mort en 2007. En septembre 2018, le joueur devient le premier capitaine du club. Il remporte la Ligue Europa en 2020.
En juin 2021, Navas prolonge son contrat avec le club sévillan jusqu'en juin 2024, la dernière année étant conditionnée à un nombre de matchs minimum joués précédemment. Il gagne une nouvelle Ligue Europa en 2023. C'est sa septième victoire dans une coupe avec le Séville FC, qu'elle soit nationale ou continentale, ce qui constitue un record au sein de ce club.
Alors que des négociations en vue d'une prolongation de contrat, comportant une révision salariale à la baisse, sont envisagées à l'issue de la saison 2023-2024, le départ du joueur au terme de son contrat en fin de saison est annoncé le 16 mai 2024. Deux jours plus tard, le club et le joueur font volte-falce et officialisent une prolongation de contrat de Jesús Navas jusqu'en fin d'année 2024 avec ensuite une perspective de reconversion au sein du club. Navas précise que son contrat prévoit que les salaires correspondant à ses six derniers mois de footballeur ne lui soient pas versés mais attribués à une fondation. Le 21 novembre, jour de son anniversaire, le Séville FC annonce qu'un évènement, « Navas Leyenda », est organisé en son honneur le 30 décembre à l'occasion d'un match exhibition disputé au stade Ramón Sánchez Pizjuán.
Le 22 décembre 2024, il joue le dernier match de sa carrière face au Real Madrid.

### Sélection nationale

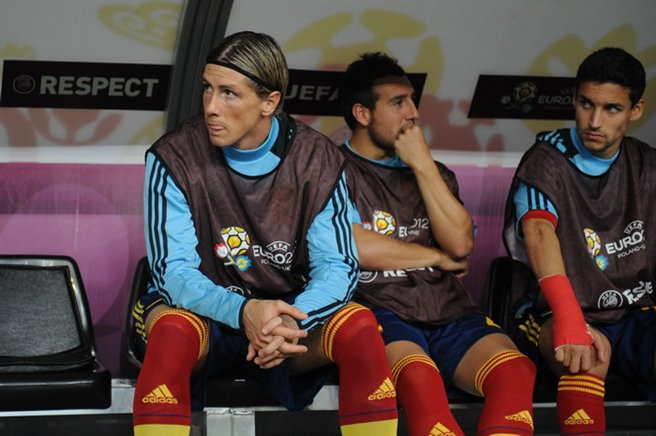
Torres, Cazorla et Navas sur le banc lors de l'Euro 2012.

Souffrant de crises d'angoisses[réf. nécessaire] qui l'empêchent de quitter Séville et son cocon familial, Jesús Navas ne répond par la positive aux sollicitations du sélectionneur qu'en août 2009. En 2005, à cause de ce mal, il refuse ainsi sa sélection pour la Coupe du monde des moins de 20 ans 2005 aux Pays-Bas. Aidé par les psychologues de la Roja, l'athlète parvient à vaincre ses peurs et fait finalement ses débuts avec l'Espagne A le 14 novembre 2009, lors d'un match amical face à l'Argentine à Madrid (victoire 2-1 de l'Espagne). Il est entré sur le terrain en fin de match.
Le sportif andalou inscrit son premier but avec l'Espagne le 3 juin 2010, lors d'un match de préparation pour la Coupe du monde face à la Corée du Sud (victoire 1 à 0 de l'Espagne).
Lors de la coupe du monde 2010, le footballeur est remplaçant et dispute trois rencontres. Il n'est ainsi pas titulaire lors de la finale contre les Pays-Bas le 11 juillet mais entre sur le terrain à la 60e minute. Le Sévillan s'est tout de suite montré à la hauteur en servant David Villa par deux fois (66e et 70e minutes). Il initie d'ailleurs l'action qui amène le but victorieux d'Andrés Iniesta durant la prolongation à la 116e minute (victoire 1-0 a.p.).
Jesús Navas est de nouveau sollicité pour faire partie des 23 joueurs espagnols qui disputent l'Euro 2012 en Ukraine et en Pologne. Remplaçant, il est considéré comme un joker par son sélectionneur Vicente del Bosque qui le fait entrer à trois reprises en fin de match durant le tournoi. Il permet à son équipe de terminer première de son groupe en marquant le but de la victoire face à la Croatie (1-0) sur une passe d'Andrés Iniesta. Son équipe décroche le titre de Champion d'Europe mais Navas n'entre pas en jeu lors de la finale disputée à Kiev le 1er juillet 2012 face à l'Italie (4-0).
Lors de la Coupe des confédérations 2013, il inscrit le penalty décisif lors de la séance de tirs au but face à l'Italie en demi-finale.
En juin 2023, il devient le joueur le plus âgé ayant eu une sélection en équipe d'Espagne, dépassant ainsi Luis Suárez.
En mai 2024, il figure dans une liste élargie de 29 joueurs appelés par Luis de la Fuente pour l'Euro 2024 puis il fait partie de la liste définitive de 26 joueurs publiée le 7 juin,. L'Espagne remporte cet Euro et Jesús Navas arrête sa carrière internationale à l'issue de cette compétition.

## Style de jeu
Jesús Navas se révèle au Séville FC en tant que milieu droit, pouvant aussi évoluer sur l'aile droite, poste qu'il occupe la plupart du temps à Manchester City. Il descend d'un cran pour être latéral droit à partir de son retour à Séville.

## Statistiques

### Générales
| Saison                | Club                  | Championnat           | Championnat | Championnat | Championnat | Coupe nationale | Coupe nationale | Coupe nationale | Coupe de la Ligue | Coupe de la Ligue | Coupe de la Ligue | Supercoupe | Supercoupe | Supercoupe | Compétition(s) continentale(s) | Compétition(s) continentale(s) | Compétition(s) continentale(s) | Compétition(s) continentale(s) | Autres compétitions | Autres compétitions | Autres compétitions | Autres compétitions | Espagne | Espagne | Espagne | Total | Total | Total |
| Saison                | Club                  | Division              | M.          | B.          | P.d.        | M.              | B.              | P.d.            | M.                | B.                | P.d.              | M.         | B.         | P.d.       | Comp.                          | M.                             | B.                             | P.d.                           | Comp.               | M.                  | B.                  | P.d.                | M.      | B.      | P.d.    | M.    | B.    | P.d.  |
| 2002-2003             | Sevilla Atlético      | 2ªB                   | 6           | 0           | -           | -               | -               | -               | -                 | -                 | -                 | -          | -          | -          | -                              | -                              | -                              | -                              | -                   | -                   | -                   | -                   | -       | -       | -       | 6     | 0     | 0     |
| 2003-2004             | Sevilla Atlético      | 2ªB                   | 23          | 3           | -           | -               | -               | -               | -                 | -                 | -                 | -          | -          | -          | -                              | -                              | -                              | -                              | BR                  | 6                   | 0                   | -                   | -       | -       | -       | 29    | 3     | 0     |
| 2004-2005             | Sevilla Atlético      | 2ªB                   | 4           | 0           | -           | -               | -               | -               | -                 | -                 | -                 | -          | -          | -          | -                              | -                              | -                              | -                              | -                   | -                   | -                   | -                   | -       | -       | -       | 4     | 0     | 0     |
| Sous-total            | Sous-total            | Sous-total            | 33          | 3           | -           | -               | -               | -               | -                 | -                 | -                 | -          | -          | -          | -                              | -                              | -                              | -                              | -                   | 6                   | 0                   | -                   | -       | -       | -       | 39    | 3     | 0     |
| 2003-2004             | Séville FC            | Liga                  | 5           | 0           | 0           | -               | -               | -               | -                 | -                 | -                 | -          | -          | -          | -                              | -                              | -                              | -                              | -                   | -                   | -                   | -                   | -       | -       | -       | 5     | 0     | 0     |
| 2004-2005             | Séville FC            | Liga                  | 23          | 2           | 2           | 2               | 1               | -               | -                 | -                 | -                 | -          | -          | -          | C3                             | 5                              | 0                              | 0                              | -                   | -                   | -                   | -                   | -       | -       | -       | 30    | 3     | 2     |
| 2005-2006             | Séville FC            | Liga                  | 34          | 2           | 5           | 2               | 0               | -               | -                 | -                 | -                 | -          | -          | -          | C3                             | 12                             | 0                              | 2                              | -                   | -                   | -                   | -                   | -       | -       | -       | 48    | 2     | 7     |
| 2006-2007             | Séville FC            | Liga                  | 29          | 1           | 5           | 5               | 1               | 0               | -                 | -                 | -                 | -          | -          | -          | C3                             | 7                              | 0                              | 1                              | SU                  | 1                   | 0                   | 1                   | -       | -       | -       | 42    | 2     | 7     |
| 2007-2008             | Séville FC            | Liga                  | 36          | 5           | 7           | 4               | 0               | 1               | -                 | -                 | -                 | 2          | 1          | 0          | C1                             | 10                             | 0                              | 2                              | SU                  | 1                   | 0                   | 0                   | -       | -       | -       | 53    | 6     | 10    |
| 2008-2009             | Séville FC            | Liga                  | 35          | 4           | 9           | 8               | 1               | 1               | -                 | -                 | -                 | -          | -          | -          | C3                             | 6                              | 0                              | 0                              | -                   | -                   | -                   | -                   | -       | -       | -       | 49    | 5     | 10    |
| 2009-2010             | Séville FC            | Liga                  | 34          | 4           | 9           | 9               | 4               | 1               | -                 | -                 | -                 | -          | -          | -          | C1                             | 8                              | 2                              | 3                              | -                   | -                   | -                   | -                   | 9       | 1       | 2       | 60    | 11    | 15    |
| 2010-2011             | Séville FC            | Liga                  | 15          | 1           | 4           | 5               | 0               | 1               | -                 | -                 | -                 | 2          | 0          | 0          | C1+C3                          | 2+4                            | 1+0                            | 0                              | -                   | -                   | -                   | -                   | 4       | 0       | 1       | 32    | 2     | 6     |
| 2011-2012             | Séville FC            | Liga                  | 37          | 5           | 12          | 4               | 0               | 0               | -                 | -                 | -                 | -          | -          | -          | C3                             | 2                              | 0                              | 0                              | -                   | -                   | -                   | -                   | 7       | 1       | 1       | 50    | 6     | 13    |
| 2012-2013             | Séville FC            | Liga                  | 37          | 0           | 6           | 7               | 1               | 3               | -                 | -                 | -                 | -          | -          | -          | -                              | -                              | -                              | -                              | -                   | -                   | -                   | -                   | 8       | 0       | 3       | 52    | 1     | 12    |
| Sous-total            | Sous-total            | Sous-total            | 285         | 24          | 59          | 46              | 8               | 7               | -                 | -                 | -                 | 4          | 1          | 0          | -                              | 56                             | 3                              | 8                              | -                   | 2                   | 0                   | 1                   | 28      | 2       | 7       | 421   | 38    | 82    |
| 2013-2014             | Manchester City       | PL                    | 30          | 4           | 7           | 5               | 0               | 6               | 5                 | 2                 | 0                 | -          | -          | -          | C1                             | 8                              | 0                              | 3                              | -                   | -                   | -                   | -                   | 6       | 1       | 1       | 54    | 7     | 17    |
| 2014-2015             | Manchester City       | PL                    | 35          | 0           | 8           | 2               | 0               | 0               | 2                 | 1                 | 2                 | 1          | 0          | 0          | C1                             | 7                              | 0                              | 0                              | -                   | -                   | -                   | -                   | -       | -       | -       | 47    | 1     | 10    |
| 2015-2016             | Manchester City       | PL                    | 34          | 0           | 7           | 2               | 0               | 1               | 6                 | 1                 | 0                 | -          | -          | -          | C1                             | 10                             | 0                              | 1                              | -                   | -                   | -                   | -                   | -       | -       | -       | 52    | 1     | 9     |
| 2016-2017             | Manchester City       | PL                    | 24          | 0           | 0           | 4               | 0               | 1               | 2                 | 0                 | 1                 | -          | -          | -          | C1                             | 6                              | 0                              | 1                              | -                   | -                   | -                   | -                   | -       | -       | -       | 36    | 0     | 3     |
| Sous-total            | Sous-total            | Sous-total            | 123         | 4           | 22          | 13              | 0               | 8               | 15                | 4                 | 3                 | 1          | 0          | 0          | -                              | 31                             | 0                              | 5                              | -                   | -                   | -                   | -                   | 6       | 1       | 1       | 189   | 9     | 39    |
| 2017-2018             | Séville FC            | Liga                  | 26          | 1           | 0           | 8               | 1               | 0               | -                 | -                 | -                 | -          | -          | -          | C1                             | 10                             | 0                              | 2                              | -                   | -                   | -                   | -                   | -       | -       | -       | 44    | 2     | 2     |
| 2018-2019             | Séville FC            | Liga                  | 32          | 1           | 5           | 1               | 0               | 0               | -                 | -                 | -                 | 1          | 0          | 0          | C3                             | 10                             | 1                              | 3                              | -                   | -                   | -                   | -                   | 3       | 1       | 1       | 47    | 3     | 9     |
| 2019-2020             | Séville FC            | Liga                  | 38          | 0           | 7           | 3               | 0               | 1               | -                 | -                 | -                 | -          | -          | -          | C3                             | 6                              | 0                              | 2                              | -                   | -                   | -                   | -                   | 4       | 1       | 0       | 51    | 1     | 10    |
| 2020-2021             | Séville FC            | Liga                  | 34          | 0           | 6           | 2               | 0               | 0               | -                 | -                 | -                 | -          | -          | -          | C1                             | 6                              | 0                              | 0                              | SU                  | 1                   | 0                   | 0                   | 4       | 0       | 0       | 47    | 0     | 6     |
| 2021-2022             | Séville FC            | Liga                  | 25          | 0           | 3           | -               | -               | -               | -                 | -                 | -                 | -          | -          | -          | C1+C3                          | 4+4                            | 0+0                            | 0+0                            | -                   | -                   | -                   | -                   | -       | -       | -       | 33    | 0     | 3     |
| 2022-2023             | Séville FC            | Liga                  | 32          | 0           | 1           | 5               | 0               | 3               | -                 | -                 | -                 | -          | -          | -          | C1+C3                          | 3+9                            | 0+0                            | 0+1                            | -                   | -                   | -                   | -                   | 2       | 0       | 0       | 51    | 0     | 5     |
| 2023-2024             | Séville FC            | Liga                  | 29          | 0           | 2           | 2               | 0               | 0               | -                 | -                 | -                 | -          | -          | -          | C1                             | 4                              | 0                              | 0                              | SU                  | 1                   | 0                   | 0                   | 8       | 0       | 2       | 44    | 0     | 4     |
| 2024-2025             | Séville FC            | Liga                  | 15          | 1           | 0           | 1               | 0               | 0               | -                 | -                 | -                 | -          | -          | -          | -                              | -                              | -                              | -                              | -                   | -                   | -                   | -                   | -       | -       | -       | 16    | 1     | 0     |
| Sous-total            | Sous-total            | Sous-total            | 231         | 3           | 24          | 22              | 1               | 4               | -                 | -                 | -                 | 1          | 0          | 0          | -                              | 56                             | 1                              | 8                              | -                   | 2                   | 0                   | 0                   | 21      | 2       | 3       | 333   | 7     | 39    |
| Total sur la carrière | Total sur la carrière | Total sur la carrière | 672         | 34          | 105         | 81              | 9               | 19              | 15                | 4                 | 3                 | 6          | 1          | 0          | -                              | 143                            | 4                              | 21                             | -                   | 10                  | 0                   | 1                   | 55      | 5       | 11      | 982   | 57    | 160   |

### Buts internationaux
| # | Date              | Lieu                  | Adversaire   | Score | Résultat | Compétition             |
| - | ----------------- | --------------------- | ------------ | ----- | -------- | ----------------------- |
| 1 | 3 juin 2010       | Innsbruck (Autriche)  | Corée du Sud | 1-0   | 1-0      | Match amical            |
| 2 | 18 juin 2012      | Gdańsk (Pologne)      | Croatie      | 1-0   | 1-0      | Euro 2012               |
| 3 | 10 septembre 2013 | Genève (Suisse)       | Chili        | 2-2   | 2-2      | Match amical            |
| 4 | 7 juin 2019       | Tórshavn (Îles Féroé) | Îles Féroé   | 0-2   | 1-4      | Éliminatoires Euro 2020 |
| 5 | 15 novembre 2019  | Cadix (Espagne)       | Malte        | 7-0   | 7-0      | Éliminatoires Euro 2020 |

## Palmarès

### En club
Avec le Séville FC, Jesús Navas remporte quatre Ligues Europa en 2006, 2007, 2020 et 2023 en battant respectivement Middlesbrough, l'Espanyol Barcelone, l'Inter Milan et l'AS Roma, mais aussi la Supercoupe de l'UEFA en 2006 en battant le FC Barcelone trois à zéro. Il remporte également la Coupe d'Espagne à deux reprises en 2007 et 2010 et la Supercoupe d'Espagne en 2007 en battant le Real Madrid. Il est finaliste de la Supercoupe de l'UEFA en en 2007, 2020 et 2023.
Avec Manchester City, le footballeur est champion d'Angleterre en 2014 et remporte la coupe de la Ligue à deux reprises en 2014 et en 2016.

### En équipe nationale
Avec l'équipe d'Espagne, Jesús Navas remporte la Coupe du monde 2010 contre les Pays-Bas puis l'Euro 2012 en battant l'Italie. Le champion est également finaliste malheureux de la Coupe des confédérations 2013. Il remporte ensuite la Ligue des nations 2023 contre les Croates et l'Euro en 2024 après une victoire contre l'Angleterre.

### Distinctions personnelles
- Membre de l'équipe type du championnat d'Espagne en 2010
- Membre de l'équipe type de la Ligue Europa en 2020 et 2023
- Meilleur joueur de la Ligue Europa en 2023[23]

## Hommage
En octobre 2018, le conseil d'administration du Séville FC décide de renommer en « Stade Jesús Navas » le principal terrain de football de sa cité sportive (es).